# Savatheda Fynes
Savatheda Fynes (Isole Abaco, 17 ottobre 1974) è una velocista bahamense, campionessa olimpica e mondiale della staffetta 4×100 metri.

## Record nazionali

### Seniores
- Staffetta 4×100 metri: 41"92 ( Siviglia, 29 agosto 1999) (Savatheda Fynes, Chandra Sturrup, Pauline Davis-Thompson, Debbie Ferguson-McKenzie)
- 60 metri piani indoor: 7"01 ( Maebashi, 7 marzo 1999 -  Madrid, 16 febbraio 2000)

## Palmarès
| Anno | Manifestazione          | Sede       | Evento      | Risultato        | Prestazione | Note                                    |
| ---- | ----------------------- | ---------- | ----------- | ---------------- | ----------- | --------------------------------------- |
| 1995 | Mondiali                | Göteborg   | 100 metri   | Quarti di finale | 11"36       |                                         |
| 1995 | Mondiali                | Göteborg   | 200 metri   | Batteria         | 23"01       |                                         |
| 1996 | Giochi olimpici         | Atlanta    | 200 metri   | Quarti di finale | 23"26       |                                         |
| 1996 | Giochi olimpici         | Atlanta    | 4×100 metri | Argento          | 42"14       |                                         |
| 1997 | Mondiali                | Atene      | 100 metri   | Bronzo           | 11"03       | Miglior prestazione personale           |
| 1999 | Mondiali indoor         | Maebashi   | 60 metri    | 4ª               | 7"09        |                                         |
| 1999 | Mondiali                | Siviglia   | 100 metri   | Semifinale       | 11"15       |                                         |
| 1999 | Mondiali                | Siviglia   | 4×100 metri | Oro              | 41"92       | Miglior prestazione mondiale stagionale |
| 2000 | Giochi olimpici         | Sydney     | 100 metri   | 6ª               | 11"22       |                                         |
| 2000 | Giochi olimpici         | Sydney     | 4×100 metri | Oro              | 41"95       |                                         |
| 2001 | Mondiali indoor         | Lisbona    | 60 metri    | 4ª               | 7"15        |                                         |
| 2002 | Giochi del Commonwealth | Manchester | 100 metri   | Bronzo           | 11"07       |                                         |
| 2002 | Giochi del Commonwealth | Manchester | 4×100 metri | Oro              | 42"44       | Record dei campionati                   |
| 2003 | Mondiali indoor         | Birmingham | 60 metri    | Finale           | dns         |                                         |
| 2003 | Mondiali                | Parigi     | 100 metri   | Quarti di finale | 11"36       |                                         |

## Altre competizioni internazionali
1998
- Argento alle IAAF Grand Prix Final ( Mosca), 100 metri - 11"10

1999
- Oro alle IAAF Grand Prix Final ( Monaco di Baviera), 200 metri - 22"55

2000
- Argento alle IAAF Grand Prix Final ( Doha), 100 metri - 11"10